# Halmágyi Sándor (író)
Tordátfalvi Halmágyi Sándor (Magyarsárd, Kolozs megye, 1832. április 2. – Budapest, Ferencváros, 1917. október 13.) királyi ítélőtáblai bíró, költő, író.

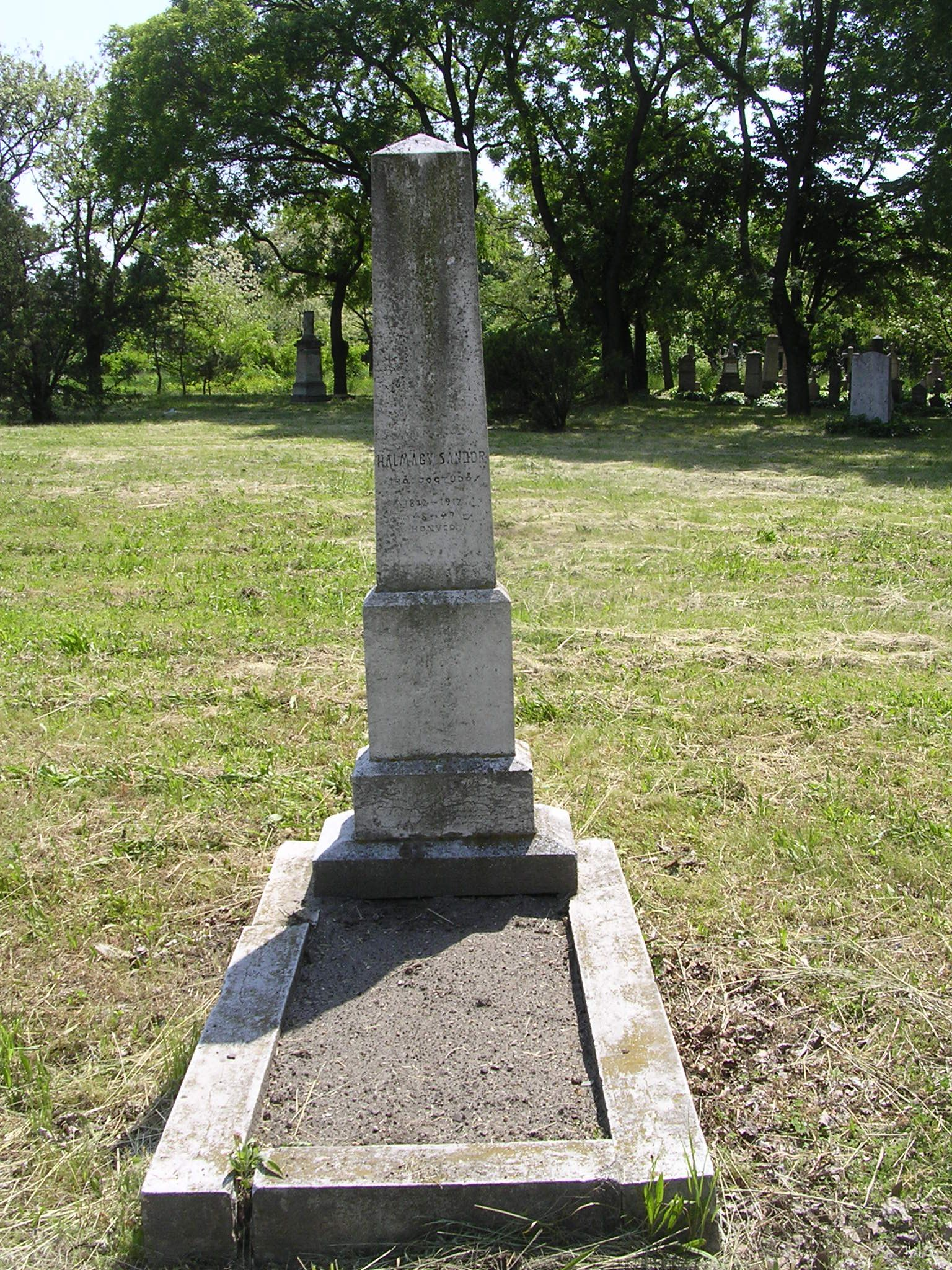
Sírja a Fiumei úti sírkertben (31-1-22)

## Élete
Tordátfalvi Halmágyi Márton és László Rozália földbirtokos szülők gyermekeként született. Iskoláit az unitáriusok kolozsvári főiskolájában végezte 1848-ban. A szabadságharc alatt mint honvéd Bem József táborában harcolt. Jogi tanulmányait a pesti egyetemen hallgatta az 1850-es évek elején; ügyvédi oklevelet a marosvásárhelyi királyi táblán szerzett; de a Bach- és Schmerling-korszakban hivatalt nem vállalt, hanem irodalmi, történelmi, jog- és államtudományi tanulmányokkal foglalkozott. Egy ideig rendes belső dolgozó-társa volt a Pesti Naplónak; a Kolozsvári Közlönynek főmunkatársa, midőn ez főorgánuma volt annak a nemzeti küzdelemnek, melyet az erdélyi magyar politikai társadalom (1862-69.) az akkori illegitim kormányzat nyomása ellen folytatott. Az alkotmány visszaállítása után Kolozs megye főjegyzője, a nagyenyedi és majd a lugosi királyi törvényszék elnöke volt. 1881-től királyi ítélőtáblai bíróként működött Budapesten. Halálát érelmeszesedés okozta. Felesége Szentkatolnai Bíró Jozefa volt.
Beszélyeket és költeményeket írt a Hölgyfutárba (1853-59), a Budapesti Viszhangba (1852.), a Magyar Nép Könyvtárába (1855. beszély), az Erdélyi Muzeumba (1857. Rang és sziv), a Délibábba (1854), a Marosvásárhelyi Füzetekbe (1858. Az erő átváltozásai), a Nővilágba (1859. költ.), a Divatcsarnokba (1860), a Vasárnapi Ujságba (1861), A Szépirodalmi Figyelőbe (1861-62), a Koszorúba (1863-64), a Fővárosi Lapokba s Üstökösbe; politikai és jogtudományi cikkeket írt a Kolozsvári Közlönybe (1864. I. Az erdélyi szászok magatartása sat.), a Jogtudományi Közlönybe (1873. A birói ügyvitel egyszerűsítése, 1878. A magyar kodifikáczióról), az Ügyvédek Lapjába, a Magyar Igazságügybe (A bűnvádi eljárásról, A magyar ügyvédségről, Az esküdtszék intézményéről, Birói illetékességről, A nemzetközi jog fejléséről sat.). A Pesti Naplóba, mikor az a nemzeti párt organuma volt, írt egy cikket: A magyar bűnvádi eljárás kodifikációjának sürgősségéről, mely figyelmet keltett, úgyszintén a Modern Magyarországba (1893. 357. sz. esti k.), mindkettőt Rapson álnévvel. A Petőfi-társaság pár év előtti ülésén szintén Rapson név alatt Post mortem, vagy utazás az ismeretlen állomások felé c. nagyobb költeményét olvasták fel, mely a Magyar Salonban jelent meg. Irodalmi tevékenységét részben névtelenül vagy Rapson álnévvel folytatta.

## Munkái
- A kalandor és a kék szakál. Sue Jenő után francziából ford. Pest, 1854. Három kötet.
- Saphira. Történeti regény Erdély multjából. Kolozsvár, 1859. Három rész. (Ism. Nefelejts 1860.)
- Parlagi Rózsák. Történeti beszélyek. Pest, 1860. Két kötet. (Ism. Nefelejts.)
- Elv és előitélet. Regény a magyar társadalomból. Pest, 1864.
- Az egyesbirósági rendszer és igazságügyi politikánk. Tanulmány jogtörténelmi és jogphilosophiai szempontból törvényhozóink figyelmébe ajánlva. Bpest, 1880.

Arany Jánossal levelezésben állott. (L. Arany János hátrahagyott iratai és levelezése, kiadta Arany László, Bpest, 1887-89.)

### Kéziratban
- Különös jogviszonyok Dél-Magyarországon (1881) és költeményei.